# Callithomia viridipuncta
Callithomia viridipuncta är en fjärilsart som beskrevs av William James Kaye 1918. Callithomia viridipuncta ingår i släktet Callithomia och familjen praktfjärilar. Inga underarter finns listade i Catalogue of Life.